# Rescinnamina
La rescinnamina è un composto chimico di formula C35H42N2O9 che in condizioni standard si presenta come una polvere cristallina inodore di color crema o bianco.

## Storia
Il composto venne scoperto nel 1954 e fu approvata per la prima volta nel 1956.

## Caratteristiche strutturali e fisiche
La rescinnamina è un estere metilico, un composto organico eteropentaciclico e un alcaloide indolico che deriva da un idruro della yohimbina. In particolare, si tratta del 3:4:5-trimetossicinnamoil estere dell'acido reserpico. Il composto risulta:
- praticamente insolubile in acqua;
- moderatamente solubile in metanolo, benzene, cloroformio e altri solventi organici

Quando riscaldato fino a decomposizione forma fumi tossici.
| N. di atomi pesanti                          | 46                          |
| N. di donatori di legami a idrogeno          | 1                           |
| N. di accettori di legami a idrogeno         | 10                          |
| N. di elementi stereogenici atomici definiti | 6                           |
| N. di legami ruotabili                       | 11                          |
| N. di legami stereogenici                    | 1                           |
| Massa monoisotopica                          | 634,28903092 u              |
| Superficie polare                            | 118 Å²                      |
| Potere rotatorio specifico                   | 97 ° a 24 °C in cloroformio |
| Rifrattività                                 | 171,16 m3/mol               |
| Polarizzabilità                              | 69,66 Å3                    |

## Abbondanza e disponibilità
Il composto è naturalmente presente in: Rauvolfia (R. volkensii, R. mannii, R. serpentina, R. mombasiana, R. afra), Vinca (V. erecta, V. herbacea, V. major), O. alyxioides, A. excelsum e A. marcgravianum.

## Reattività e caratteristiche chimiche
La rescinnamina scurisce lentamente per esposizione alla luce, molto più rapidamente se in soluzione, pertanto deve essere conservata in recipienti ermetici che la proteggono dalla luce.

### Spettri analitici
- 1H NMR[19]
- 13C NMR[20]
- GC-MS[21]
- LC-MS[22]
- UV[23]
- FTIR[24]
- ATR-IR[25]
- Raman[26]

## Farmacologia e tossicologia

### Farmacocinetica
Gli alcaloidi della Rauwolfia:
- vengono assorbiti facilmente dal tratto gastrointestinale e dai siti di iniezione parenterale;[27]
- superano la barriera placentale e possono avere effetti sul feto.[28]

### Farmacodinamica
La rescinnamina inibisce l'enzima convertitore dell'angiotensina (ACE). L'ACE è una peptidil dipeptidasi che catalizza la conversione dell'angiotensina I in angiotensina II. L'angiotensina II stimola anche la secrezione di aldosterone da parte della corteccia surrenale e provoca una vasocostrizione generale, entrambi fattori che aumentano la resistenza vascolare. Inibendo l'angiotensina II, si riduce il riassorbimento di aldosterone e la vasocostrizione. Questo effetto combinato contribuisce a ridurre la pressione sanguigna.
Poiché l'angiotensina II è un vasocostrittore e un mediatore del feedback negativo per l'attività della renina, concentrazioni più basse portano a una diminuzione della pressione sanguigna e alla stimolazione dei meccanismi di riflesso barocettoriale, che determinano una riduzione dell'attività vasopressoria e della secrezione di aldosterone.

### Effetti del composto e usi clinici
È utilizzato come farmaco antipertensivo. Ha proprietà e usi simili alla reserpina.

### Tossicologia
I sintomi dell'esposizione a questo composto possono includere: discinesia, tossicità comportamentale ed effetti cardiovascolari. L'ingestione può causare un'attività depressa ed è antipsicotico.
| Organismo    | Test | Somministrazione | Dose       | Effetti                                             |
| ------------ | ---- | ---------------- | ---------- | --------------------------------------------------- |
| Essere umano | TDLo | orale            | 4 ug/kg/D  | cambiamenti nell'olfatto, sonnolenza, antipsicotico |
| Ratto        | DL50 | orale            | 1 gm/kg    |                                                     |
| Ratto        | DL50 | ip               | 250 mg/kg  |                                                     |
| Ratto        | DL50 | sc               | 540 mg/kg  |                                                     |
| Topo         | DL50 | orale            | 1420 mg/kg |                                                     |
| Topo         | DL50 | ip               | 65 mg/kg   |                                                     |
| Topo         | DL50 | sc               | 263 mg/kg  |                                                     |
| Topo         | DL50 | iv               | 56 mg/kg   |                                                     |
| Cavia        | LDLo | iv               | 35 mg/kg   |                                                     |

## Impatto ambientale
| Organismo | Specie        | Somministrazione | Test | Risultati   |
| --------- | ------------- | ---------------- | ---- | ----------- |
| Uccello   | A. phoeniceus | orale            | DL50 | > 100 mg/kg |